# El oráculo invocado
Obra poética de Marcos Ricardo Barnatán
Fragmentos de la introducción a El oráculo invocado, Visor, Madrid, 1984, que pueden servir a modo de poética:
Paul Valéry distinguía claramente entre dos tipos de obras literarias, las que son creadas siguiendo los dictados de un gusto establecido y las que, por el contrario, tienden a crear su propio público. Es evidente que los poemas que siguen se encuadran con decisión en el segundo apartado, que es, sin duda, el más arriesgado, ya que se corre el peligro, siempre acechante, de la incomprensión y la falta de aplauso. [...]
Debo confesar, en primer lugar, mi fe en el poder mágico de la lengua, piedra angular de toda labor que pretenda vencer esa literalidad que tanto daño causó y causa a la poesía. La palabra no es una mera sucesión de letras que responden a una combinatoria limitada sometida al uso vulgar. En cada palabra hay un enigma, una cadena hacia el origen que queda ejemplarizada en la perplejidad de las etimologías y otra hacia el futuro que nos entregan aquellos creadores que las arrojan con valor hacia nuevos significados. [...]
Tanto en Arcana Mayor [poemario publicado en 1973] como en los libros anteriores y posteriores, un sinnúmero de alusiones bíblicas plagan mis poemas, cuando no referencias cabalísticas ligadas a las enseñanzas de la tradición judía o simplemente míticas o literarias. Son la sustentación natural del pensamiento, nunca una vana apoyatura estética -la belleza surgirá, si es que surge, por emanación directa del lenguaje-. [...]